# Península de Bache

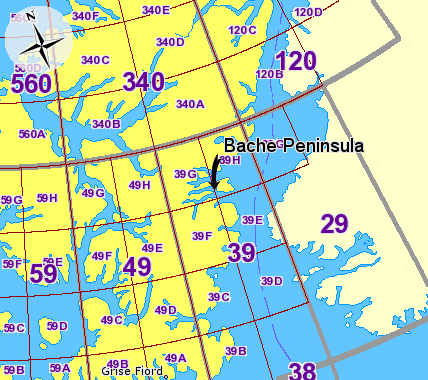
Localização da península

A Península de Bache  é uma península localizada na ilha de Ellesmere, no território autónomo de Nunavut, Canadá. 
A península é considerada como cabo, significando isso que é um promontório que afeta as correntes oceânicas. É conhecida por ter sido o local do mais setentrional assentamento humano da Terra, entre 1926 e 1933, e que era um posto da Real Polícia Montada do Canadá.